# Megara (Disney)
Megara, detta Meg, è un personaggio immaginario e la co-protagonista del Classico Disney Hercules.
Liberamente basata su Megara e Deianira, la prima e la seconda moglie di Hercules nella mitologia greca, i registi Ron Clements e John Musker hanno adattato Meg in un'artista della truffa moralmente conflittuale, basando il suo ruolo e la sua personalità sulle commedie del 1940, in particolare la performance dell'attrice Barbara Stanwyck in Lady Eva (1941).

## Biografia del personaggio
Megara appare per la prima volta nel film quando Ercole, Phil e Pegaso, in viaggio per Tebe, ne odono le urla e Filottete asserisce che deve trattarsi di una DID (Donzella In Difficoltà). In effetti la bella ragazza è stata rapita dal centauro Nesso e tenta vanamente di sfuggirgli; si dimostra subito fiera e altezzosa, infatti non intende chiedere l'aiuto di Ercole, ma il ragazzo, innamoratosi di lei a prima vista, la salva ugualmente. Megara trova questo giovane bello e muscoloso, ma è anche diffidente e rifiuta un passaggio per Tebe. Poco dopo si scopre che Megara è al servizio di Ade, l'antagonista del film. Anni prima la ragazza aveva ceduto al dio la sua anima per salvare la vita del suo innamorato, ma questi irriconoscente l'aveva lasciata per un'altra; Megara deve quindi servire Ade finché non riacquisterà la sua libertà e difatti si era recata dal centauro Nesso per indurlo a sostenere Ade nella sua lotta per conquistare l'Olimpo. Megara giunge poi a Tebe e annuncia a tutti che due bambini sono intrappolati in una grotta (ma si tratta di Pena e Panico ed è una trappola per Ercole). Quando Ercole vince l'Idra di Lerna si può comprendere che la donna simpatizzi per lui e che incominci a vederlo come buono e altruista (qualità che lei non ha mai trovato nel prossimo).
Ade comprende, dopo che tanti suoi mostri sono stati battuti dall'eroe, che il fascino della ragazza potrebbe indurlo a rivelare qualche debolezza e pur di avere successo promette a Megara di liberarla a lavoro ultimato. Ercole e Megara hanno un appuntamento e ormai l'amore che provano è evidente, anche se lei cerca di nasconderlo per timore di essere nuovamente ferita e abbandonata. Ade usa Megara per indurre Ercole a rinunciare alla sua forza e quando l'eroe accetta la libera dalla schiavitù e gli rivela che lei era al suo servizio, portando Ercole a sentirsi tradito dalla donna che ama, ma è proprio lei a risolvere la situazione riportando indietro Pegaso e Phil. Quando Megara viene gravemente ferita per salvare l'eroe, questi riacquista la sua forza, perché il patto con Ade prevedeva espressamente che lei doveva rimanere al sicuro. Megara confessa il suo amore e chiede a Ercole di salvare l'Olimpo; Ade viene sconfitto ma Megara muore.
Come Orfeo, Ercole scende negli inferi per riprendersi la donna amata e diventa un dio perché avrebbe dato la vita pur di salvarla. Battuto definitivamente Ade, Ercole e Megara arrivano sull'Olimpo e qui l'eroe rinuncia all'immortalità pur di vivere con la sua amata. I due si scambiano un bacio e tornano a Tebe, accolti da una folla festante.

## Caratterizzazione
Meg è una giovane donna dallo spirito libero, indipendente e intelligente. La scrittrice Kayleigh Dray ha descritto Meg come manipolatrice, sarcastica, feroce e saggia, caratteristiche tipicamente riservate ai personaggi maschili dei film Disney. Greg Ehrbar di IndieWire ha osservato che il sardonicismo di Meg è «insolito per un’eroina Disney», descrivendola come riluttante ad avvicinarsi a qualcuno per timore che le rovinino la vita ulteriormente e soffre di un passato complicato che la lascia amara e cinica. Meg è anche molto sarcastica, una caratteristica considerata insolita nella maggior parte delle eroine Disney, spesso parlando in «battute misandiste». Meg ha infatti un'opinione molto bassa degli uomini in generale poiché la maggior parte delle sue esperienze con loro sono state negative.
Sabina Ibarra ha classificato Meg come «una delle poche donne antieroine della Disney», rappresentando «un’eroina riluttante» fino a quando non incontra «qualcuno [Ercole] che tira fuori il bene in lei».
Meg si risente di essere definita una damigella in pericolo, in particolare da Ercole quando si incontrano per la prima volta. Disinteressata e contraria all'idea dell'amore, è cinica nei confronti dell'idea di nuove relazioni romantiche a causa della sua sofferenza a seguito di relazioni fallite in passato, in particolare quando un ex amante l'ha lasciata per un'altra donna. Ercole alla fine deve dimostrare di essere un eroe guadagnandosi l'amore di Meg. Secondo Tracy Dye, Meg «ha usato le sue astuzie femminili solo come pretesto per pagare i suoi debiti al malvagio Ade». Stacey Nguyen considera Meg uno dei personaggi più sessualmente sicuri della Disney. Meg usa apertamente la sua sessualità come arma a differenza di Jasmine, Pocahontas ed Esmeralda, che invece vengono sessualizzate dagli uomini che le circondano. Nel frattempo, anche Meg si sottopone allo «sviluppo del personaggio», aprendosi lentamente e sacrificandosi per Ercole. Meg viene identificata come «un personaggio femminile più forte e complesso… della tipica principessa Disney».
Megara ha un corpo snello con lunghi capelli castano mogano legati in una coda alta, la cui caratteristica più notevole sono le frange sulla punta. Ha gli occhi viola con le palpebre color lavanda. Indossa un abito greco color lavanda con spalline dorate, una gonna lunga con l'orlo che termina appena sopra i piedi, i quali calzano un grazioso paio di sandali arancioni, e due fusciacche viola; una stretta sotto il seno che rivela una vita sottile e uno allentato legato alla sua destra da un ciondolo a spirale d'oro intorno ai suoi fianchi larghi.

## Concezione e sviluppo
Il ruolo di Megara in Hercules è una delle numerose libertà creative che la Disney si è presa quando ha adattato il mito greco in un film d'animazione. Nella mitologia greca, Megara è la prima moglie di Ercole. Nel film è stata adattata come una truffatrice con un passato travagliato, il cui rapporto con Ercole alla fine la redime.
Gli scrittori hanno adattato il modo in cui Ercole incontra la sua seconda moglie, Deianira, nel modo in cui incontra Meg.
I registi e gli sceneggiatori Ron Clements e John Musker hanno tratto ispirazione per il film principalmente da commedie stravaganti durante gli anni '30 e '40, in particolare i film diretti da Preston Sturges e Frank Capra, con Musker che descrive Hercules come «una commedia sulla battaglia tra idealismo e cinismo, allo stesso modo di alcuni di quei film di Sturges e Capra». Così, Meg è stata scritta come un'eroina cinica che ha difficoltà a fidarsi degli uomini.
Gli scrittori hanno basato Meg sul personaggio dell'attrice Barbara Stanwyck nel film Lady Eva (1941). Clements ha detto che Meg «era particolarmente interessante per noi [da creare] perché era così diversa dalle altre eroine Disney» del periodo di tempo. Oltre alla sua natura «tagliente», scrivere Meg come un'eroina che complotta con il cattivo del film contro il suo eroe è stato un netto allontanamento dalle precedenti eroine Disney e praticamente senza precedenti all'epoca. Dal momento che Meg inizialmente lavora per Ade, gli scrittori si sono anche ispirati a Lola, una tentatrice contratta per lavorare per il diavolo nel musical Damn Yankees (1956). Secondo The Baltimore Sun, Meg è stata una delle prime eroine della Disney ad essere stata scritta con un passato e un retroscena.

## Accoglienza
L'accoglienza nei confronti di Meg è stata positiva, con i critici che hanno accolto favorevolmente la sua indipendenza, arguzia e complessità come allontanamenti dalle precedenti eroine Disney, oltre a lodare la performance di Susan Egan. Il personaggio è considerato sottovalutato dalla critica contemporanea, con diverse pubblicazioni dei media che la classificano tra le eroine più sottovalutate della Disney.
Harleen Ellin del Chicago Tribune ha accolto Meg come un'eroina dura. Micheal Ollove del The Baltimore Sun definì Meg «uno dei personaggi femminili più originali della Disney», paragonandola sia a Barbara Stanwyck che a Veronica Lake. Janet Maslin, del New York Times, ha definito Meg «hipper» (la "più alla moda", "contemporanea") delle tipiche eroine Disney, descrivendola come «una sardonica vampira dai capelli bordeaux che suona come… Veronica Lake». Amy Longsdorf di The Morning Call ha accolto Meg come «una delle eroine più complicate del canone Disney», oltre che «rivoluzionaria» in termini di ambiguità morale. John Rundin di Animation World Network ha definito Meg «Un’eroina sorprendentemente liberata per un film d'animazione Disney» e l'unica eccezione del film all'intolleranza dello studio «per la complessità morale e l’ambiguità».
Anche la performance di Susan Egan è stata ampiamente elogiata. Il critico cinematografico del Los Angeles Times Kenneth Turan ha scritto che Hercules potrebbe aver avuto meno successo se non fosse stato per il «lavoro eccellente e sensibile» di Egan. James Berardinelli di ReelViews ha definito la performance di Egan «adeguatamente sfacciata» mentre confronta il suo personaggio con l'attrice Mae West. Il critico cinematografico Richard Corliss di Time ha recensito Meg come «meravigliosamente doppiata da Egan», paragonando la relazione del personaggio con Hercules alla chimica di Stanwyck con l'attore Eddie Bracken. Derek Armstrong di AllMovie ha scritto che le «letture di Egan gocciolano con il tipo di arguzia femminista che fa roteare gli occhi che rende [Meg] uno dei personaggi femminili più forti della Disney». Josh Spiegel di /Film ha descritto Meg come «un personaggio molto più interessante di Ercole… in parte perché la performance di Egan è ricca di personalità», spiegando che sebbene Ercole «spesso sembra un bambino troppo cresciuto. Meg, almeno, è piena di angoli creativi e scorciatoie inaspettate», esprimendo la sua preferenza per il personaggio sulla principessa Jasmine di Aladdin. Scrivendo per la CNN, Carol Buckland ha apprezzato la «svolta intelligente e sorprendentemente sexy di Egan nei panni di Meg, la cattiva ragazza che finisce per diventare brava», ma ha avvertito che i genitori potrebbero essere disturbati dalle sue «tattiche da donna ombrosa».
Scrivendo per Vice, Jill Gutowitz ha descritto «la sua profondità, il suo ingegno, la sua ostinata resistenza a essere salvata e la sua disponibilità a rimproverare la mascolinità» di Meg come gli aspetti «più intriganti» della sua caratterizzazione, al contrario del suo aspetto.
Dirk Libbey di Cinema Blend ha salutato Meg come «uno dei personaggi femminili più interessanti della Disney», definendo un peccato che il suo film sia meno venerato di alcuni dei suoi contemporanei. Jill O'Rourke ha riferito che i fan spesso difendono il film dai detrattori a causa del ruolo di Meg, che ha descritto come una «anti-principessa». Mary Grace Garis, scrivendo per Bustle, ha salutato Meg come «una straordinaria che è di gran lunga migliore di qualsiasi Principessa Disney», descrivendola come la «più intrigante della media dell'eroina animata», e identificò l'indipendenza, il sarcasmo e la relatività di Meg tra le sue caratteristiche più forti, definendola «una dea tra le principesse». Lindsey Weber di Vulture.com concorda sul fatto che Meg «è migliore di qualsiasi Principessa Disney», definendola una femminista, una delle poche eroine Disney con «una vera personalità» e un «grande interesse amoroso». In un articolo del 2017, Nerdist ha incoronato Meg «La vera star di Hercules», descrivendola come «un’eroina a tutti gli effetti» nonostante la sua disonestà iniziale. Nina Siso ha definito Meg uno dei «personaggi femminili più cool» della Disney, che aveva desiderato emulare da bambina. Thought Catalog ha classificato Meg Disney come il decimo «personaggio femminile più fantastico», lodando la sua indipendenza. Screen Rant ha classificato Meg come la 23a migliore eroina Disney, con l'autore Colby Tortorici che la descrive come più «rimpolpata… di alcune delle più vecchie eroine Disney».
Le pubblicazioni dei media hanno definito Meg uno dei personaggi più sottovalutati della Disney. Christina Lograsso ha definito Meg «di gran lunga il mio personaggio Disney preferito là fuori, ed è ora che abbia un po’ di credito», lodando la sua indipendenza, arguzia e simpatia. La scrittrice Tracy Dye ha convenuto che il personaggio è «L’eroina Disney più sottovalutata di sempre», apprezzando il suo allontanamento dalle precedenti eroine Disney e accreditando il suo cinismo con «ribaltare lo stereotipo nel panorama di molte fiabe, che mostrano le donne che sono instancabili nella loro ricerca dell'amore e ‘felici e contenti’». Oltre a lodare la sua intelligenza, complessità e indipendenza, Dye ha concluso che Meg «ha offerto un ritratto realistico di donna che era diventata protetta dopo essersi spezzata il cuore», incoraggiando i lettori ad adottare il personaggio come la loro eroina Disney preferita.
Manuel Betancourt, scrivendo per Catapult, ha identificato Meg come un forte modello femminile che è stato uno dei suoi «più duraturi» durante la sua adolescenza a causa della sua arguzia secca. Oltre ad abolire gradualmente «le storie di principesse delle fiabe più retrograde che la Disney ha servito per decenni», Betancourt crede che Meg abbia anche aiutato la transizione del pubblico «a oggettivare i suoi protagonisti maschili». I fan hanno a lungo venerato Meg come un'icona femminista. Sophia Cunningham della rivista Affinity considera Meg un personaggio Disney femminista che non «ottiene abbastanza credito», considerandola «il mio personaggio Disney preferito di tutti i tempi» e definendola famosa per la sua battuta «Sono una damigella, sono in difficoltà. Me la cavo da sola. Buona giornata».

## Altre apparizioni
Megara fa una doppia apparizione nella serie animata Hercules, benché non fosse un personaggio fisso del cast, in quanto la serie doveva costituire un prequel. In un episodio chiede aiuto a Hercules per dimenticare un fidanzato che l'ha lasciata (Adone) e i due già s'innamorano, ma sul finire dell'episodio, bagnati dalle acque del fiume Stige, si dimenticheranno del loro incontro. In un altro episodio (Hercules e l'album scolastico) lei e Hercules sono sposi novelli e lei trova l'album scolastico del marito; vengono così trasmessi molti spezzoni degli episodi più divertenti della serie animata e sono rivelati i destini dei protagonisti (Icaro, Cassandra, Adone, ecc.) e Megara rassicura il marito che nonostante la goffaggine che ha contraddistinto la sua giovinezza lo amerà sempre e comunque. Appare anche in Disney's Hercules.